# Mervin Tran
Mervin Tran (* 22. September 1990 in Regina, Saskatchewan, Kanada) ist ein kanadischer Eiskunstläufer, der im Paarlauf startet. Bis 2012 startete er für Japan.

## Werdegang
Mervin Tran wurde in Regina geboren. Seine Eltern sind Flüchtlinge aus Vietnam und Kambodscha. Sie ermutigten ihn, zum Eishockey zu gehen. Durch einen Zufall kam er in einem Hockey Camp im Alter von vier Jahren zum Eiskunstlauf. Mit 13 Jahren stand er seinen ersten dreifachen Salchow. 2007 suchte Richard Gauthier einen Paarläufer als Partner für die Japanerin Narumi Takahashi. Trans Trainer Bruno Marcotte empfahl ihm Tran, der ursprünglich ein Einzelläufer war. Nach einem Probetraining mit Takahashi blieb Tran bei Gauthier in Montreal. Zusammen trainieren sie in St. Leonard und werden vom japanischen Eiskunstlaufverband unterstützt.
2008 wurden Takahashi und Tran erstmals japanische Meister im Paarlauf. 2010 und 2011 standen sie auf dem Podium bei Juniorenweltmeisterschaften. 2010 debütierten sie bereits bei Vier-Kontinente-Meisterschaften und 2011 bei Weltmeisterschaften.
Bei der Weltmeisterschaft 2012 in Nizza gewannen Narumi Takahashi und Mervin Tran überraschend die Bronzemedaille. Es war die erste WM-Medaille für Japan im Paarlauf.
Das Paar trennte sich nach der Saison 2011/12. 2013–14 lief Tran mit Natasha Purich, mit der er für Kanada startete. Seit 2015 startet er mit Marissa Castelli für die USA.

## Ergebnisse

### Paarlauf
(mit Narumi Takahashi)
| Meisterschaft / Jahr            | 2008  | 2009  | 2010  | 2011  | 2012  |
| ------------------------------- | ----- | ----- | ----- | ----- | ----- |
| Weltmeisterschaften             |       |       |       | 9.    | 3.    |
| Vier-Kontinente-Meisterschaften |       |       | 5.    | 7.    | 5.    |
| World Team Trophy               |       | 3.    |       |       | 1.    |
| Juniorenweltmeisterschaften     | 15.   | 7.    | 2.    | 3.    |       |
| Japanische Meisterschaften      |       | 1.    | 1.    | 1.    | 1.    |
| –                               |       |       |       |       |       |
| Grand-Prix-Wettbewerb / Saison  | 07/08 | 08/09 | 09/10 | 10/11 | 11/12 |
| Grand-Prix-Finale               |       |       |       |       | 6.    |
| Skate Canada                    |       |       |       |       | 4.    |
| Cup of Russia                   |       |       |       | 2.    |       |
| NHK Trophy                      |       |       | 8.    | 3.    | 2.    |